# (24476) 2000 WE68
2000 دابليو إي 68 (ويعرف أيضًا باسم (24476) 2000 دابليو إي 68 وفق تسمية الكوكب الصغير) (بالإنجليزية: 2000 WE68)‏ هو كويكب ضمن حزام الكويكبات؛ وترتيبه 24476 من حيث الاكتشاف.
اكتُشف هذا الجُرم الفلكي بواسطة Charles W. Juels ‏ في 29 نوفمبر 2000.

## وصلات خارجية
- (24476) 2000 WE68 في قاعدة بيانات مختبر الدفع النفاث لأجرام النظام الشمسي الصغيرة

- الاكتشاف · مخطط المدار ·  العناصر المدارية · المعلمات المادية

- (24476) 2000 WE68 على موقع ويكي سكاي: DSS2, SDSS, GALEX, IRAS, Hydrogen α, X-Ray, Astrophoto, Sky Map, Articles and images